# Villa Wyckerveld
Villa Wyckerveld is een fin de siècle villa in de Nederlandse stad Maastricht, die in de loop van de 20e eeuw sterk is verbouwd. De villa is gelegen tussen de Meerssenerweg en de Professor Pieter Willemsstraat in de buurt Wyckerpoort in de wijk Maastricht-Oost.

## Geschiedenis

### Villa familie Regout (1880-1911)
Het huis werd in 1879 gebouwd in opdracht van Eugène Bernard Hubert Regout (1831–1908), de derde zoon van Sphinx-oprichter Petrus Regout, grootaandeelhouder van de Sphinx en directeur van de Maastrichtse Spijker- en Draadnagelfabriek v/h Thomas Regout. De villa kwam tot stand op het grondgebied van de gemeente Meerssen, net buiten de gordel van buitenwerken van Wyck, die vanaf 1867 ontmanteld werd. De vlakbij gelegen 17e-eeuwse lunet Valkenburg werd in 1869 gesloopt. Na de bouw van het als tijdelijk bedoelde stationsemplacement (met drie aparte stations voor de drie afzonderlijke spoorwegmaatschappijen!), was de villa van Regout het eerste particuliere gebouw dat in Wyck buiten de middeleeuwse omwalling tot stand kwam. Het eclectische landhuis werd ontworpen door de Luikse architecten Julien Rémont (1800-1883) en diens zoon Denis-Joseph Rémont. Eind 1880 betrok Regout de villa, met zijn vrouw Léonie Regout (1837-1906) en nog thuis wonende kinderen. Op een serie foto's van de Maastrichtse fotograaf Theodor Weijnen (1835-1904) uit 1882 of 1883 is het uitzicht vanaf het torentje van de villa te zien. Een van de foto's toont de pas aangelegde tuin en de dienstwoning in chaletstijl. In 1882 stemde de gemeente Maastricht de richting van de geplande Stationsstraat (de 'Percée') af op de twee jaar eerder gereedgekomen villa, die hierdoor als blikvanger in de as van de straat kwam te liggen. Villa Wyckerveld was tot 1913, toen het huidige station van Maastricht werd gebouwd, gezichtsbepalend voor dit deel van Maastricht.

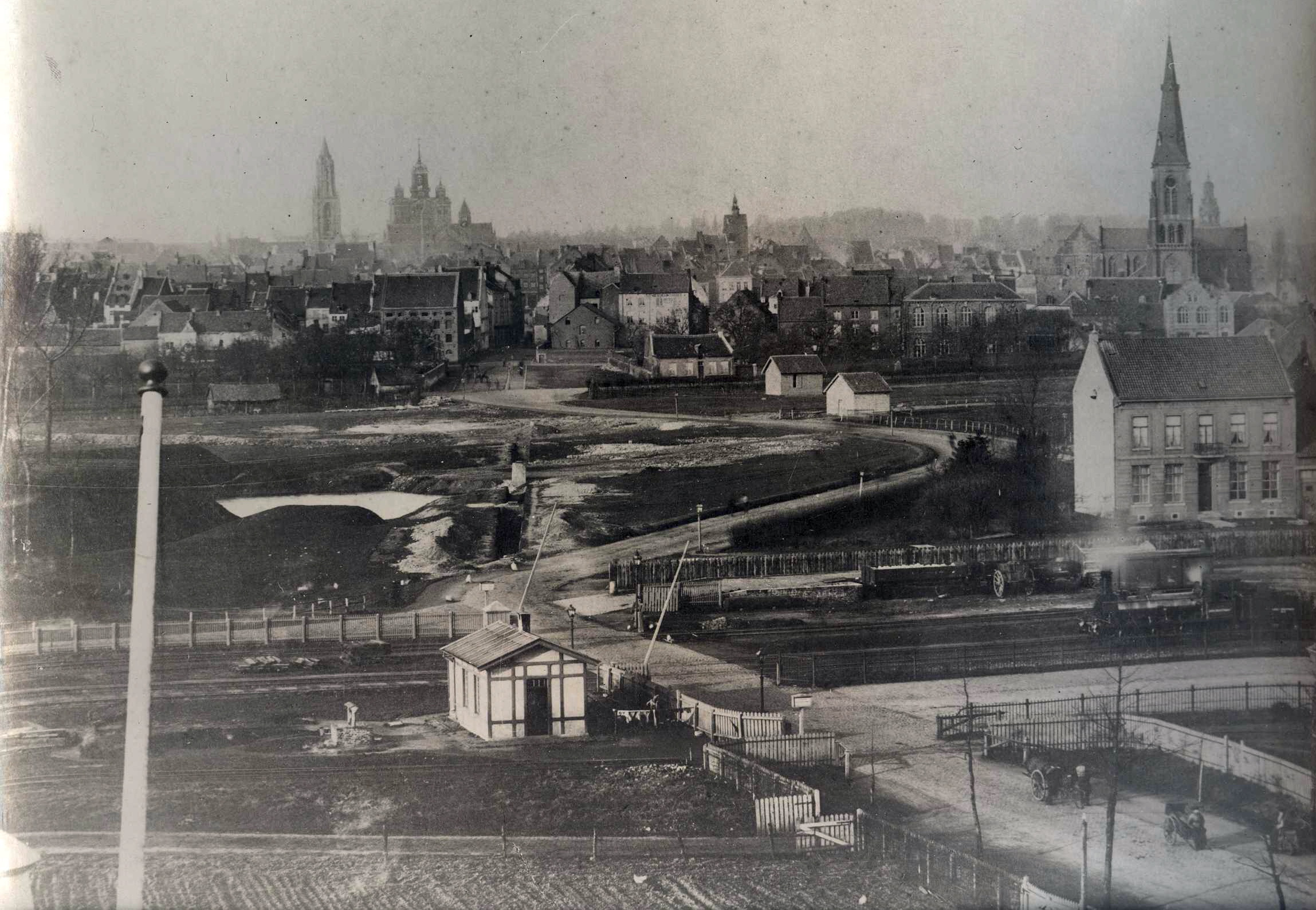
Gezicht op Wyck vanaf de toren van de villa, 1882
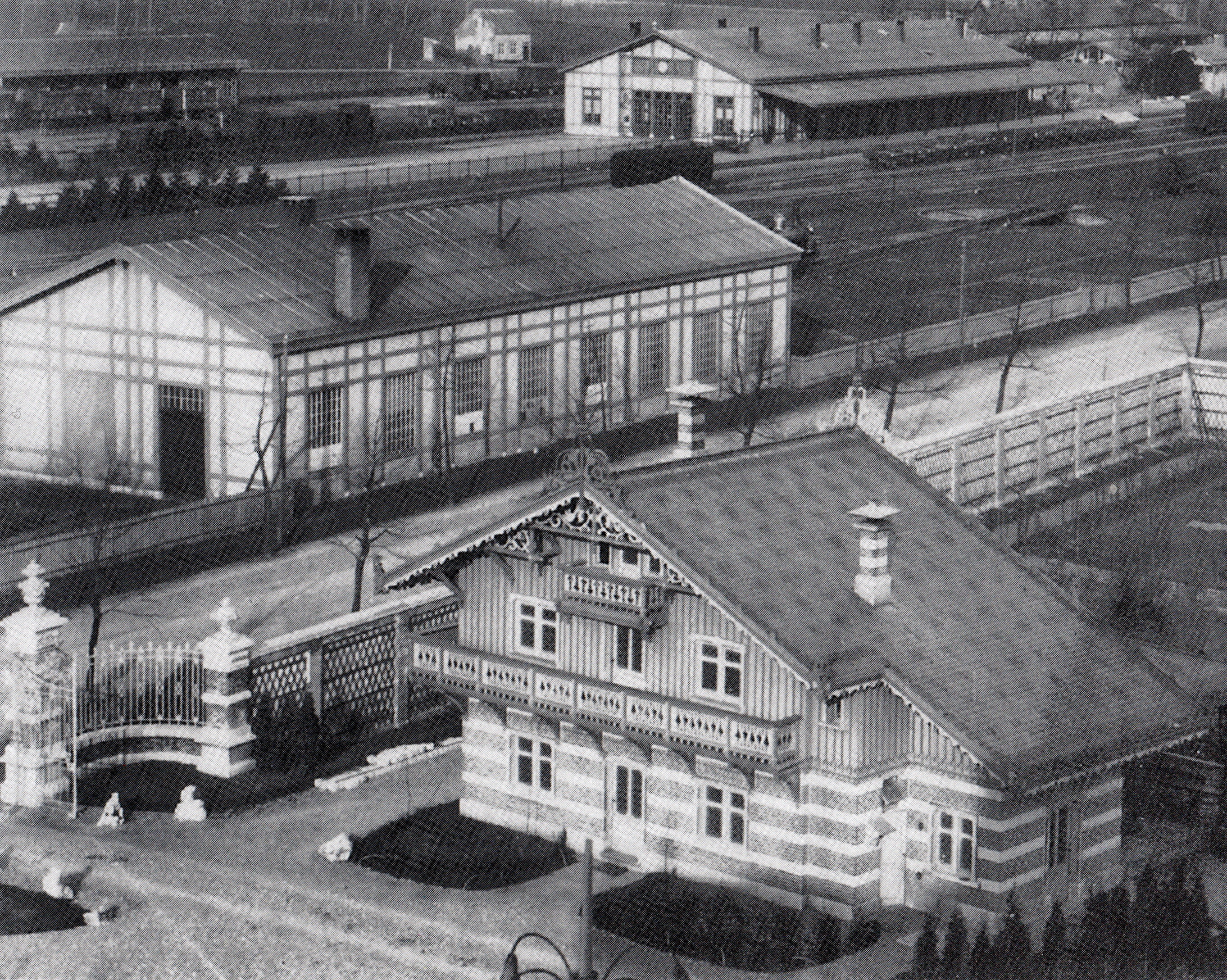
Idem, met dienstwoning, loods en Station Staatsspoor
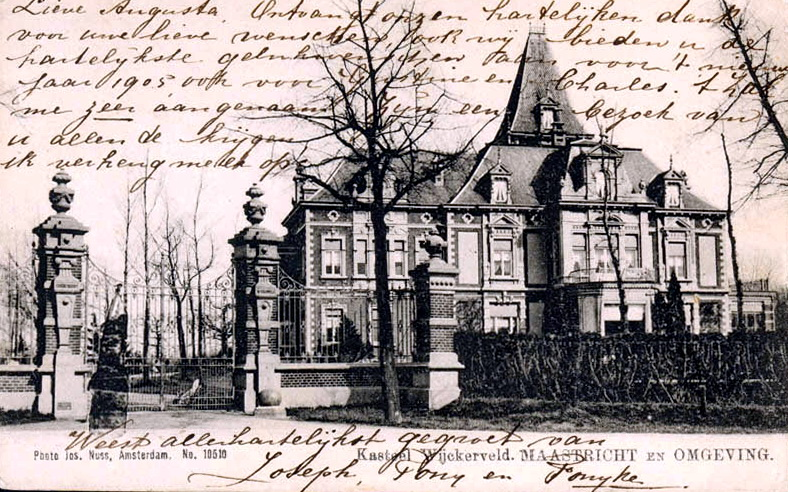
De villa op een ansichtkaart uit 1904
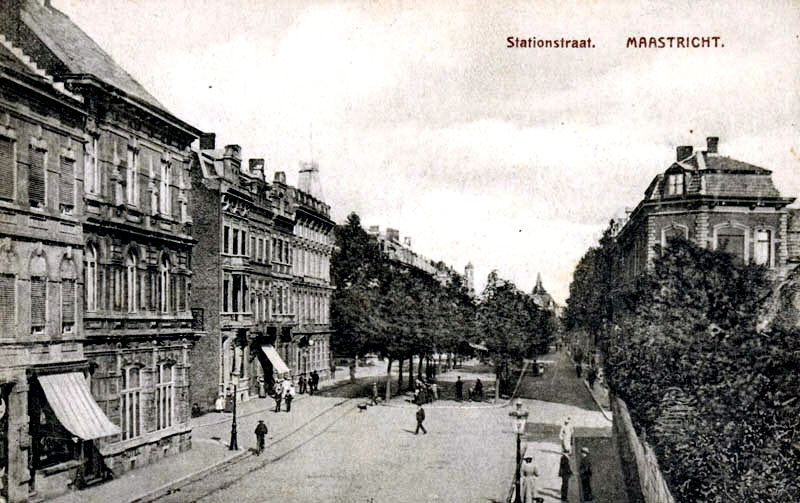
De villa in de as van de Stationsstraat, ca. 1910

### Huishoudschool (1911-1992)
Drie jaar na de dood van Eugène Regout werd de villa in 1911 verkocht aan de gemeente Maastricht. Die richtte het pand in als vakschool voor meisjes. In 1921 werd dit de R.K. Huishoudschool "Wijckerveld", een school voor toekomstige huisvrouwen, dienstmeiden, kinderverzorgsters, naaisters, coupeuses, en leraressen kinderverzorging en nuttige handwerken. Na de bevrijding van Maastricht in september 1944 was het gebouw enige tijd in gebruik als kazerne van stoottroepers en als tijdelijk hospitaal. In 1947 werd aan de huishoudschool een Mater Amabilisschool toegevoegd, een parttime levensschool voor jonge vrouwen, gericht op de vorming van goede echtgenotes en moeders. Bij een uitbreiding van de huishoudschool, vanaf 1968 lhno-school genoemd, is een deel van het originele ontwerp van de villa verloren gegaan, vooral door de toevoeging van een extra verdieping. In 1965 werd het bijbehorende park aanzienlijk verkleind door de bouw van het Sint-Maartenscollege aan de noordzijde.

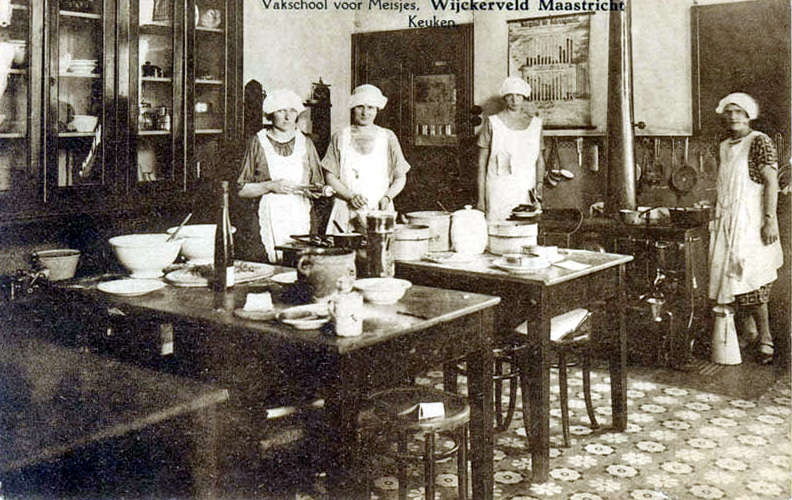
Kookles in de Vakschool voor Meisjes, ca. 1920
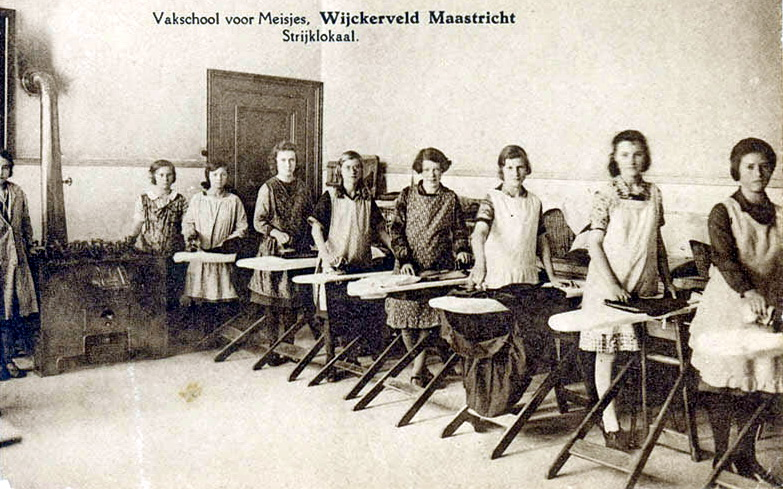
Strijkles in de Vakschool voor Meisjes, ca. 1920
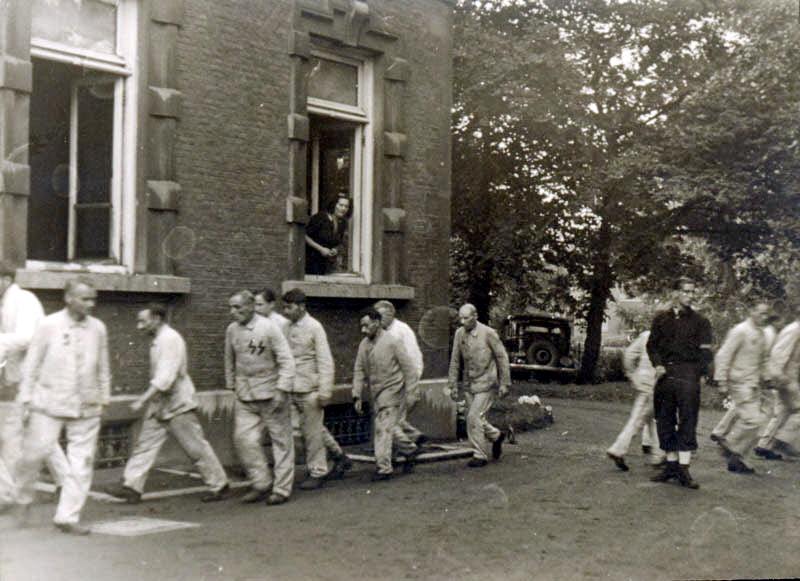
Tewerkgestelde collaborateurs, 1944
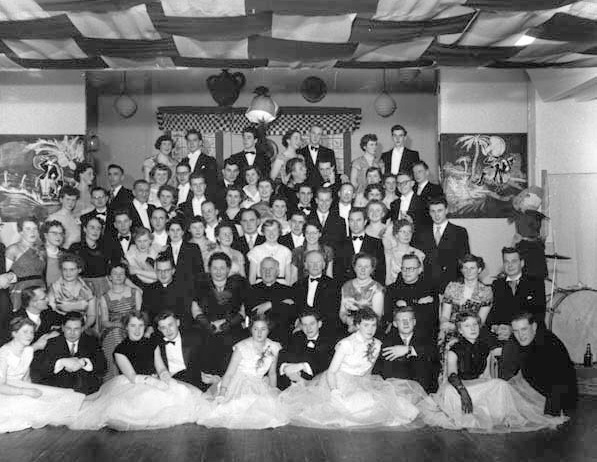
Balavond(?) Mater Amabilisschool, 1955

### Appartementengebouw (na 1994)
Omstreeks 1992 verhuisde de lhno-school, na een fusie tot vbo-school, naar de Bemelergrubbe in Scharn. In 1993-94 werd het gebouw door Bureau Hoen Architecten verbouwd tot appartementencomplex. In de villa werden 11 appartementen gerealiseerd, waarbij een moderne aanbouw aan de noordzijde werd gesloopt. In een deel van de tuin werd een ondergrondse parkeergarage aangelegd en kwamen nog eens 38 appartementen tot stand, die in licht gebogen, contrasterende nieuwbouwblokken aan de noord- en zuidwestelijk rand van het terrein zijn gesitueerd.

## Beschrijving
Villa Wyckerveld kwam in 1879-80 tot stand naar een ontwerp van Julien en Denis-Joseph Rémont. Hoewel het gebouw in eclectische stijl sterk is gewijzigd, eerst om het geschikt te maken als huishoudschool, daarna als appartementengebouw, en het park in de loop der jaren grotendeels is verdwenen, is het toch een gemeentelijk monument.
De vrijstaande villa bestaat uit een rechthoekig bouwvolume van drie bouwlagen en een souterrain onder een schilddak. De bovenste verdieping dateert uit de tijd van de huishoudschool en detoneert door de kleur van de baksteen en de onversierde vensteropeningen. Het gebouw is opgetrokken in rode baksteen met banden, lijsten en verspringende hoekblokken in Naamse steen. De voorgevel bevindt zich aan de oostzijde, aan de Professor Pieter Willemsstraat. De prominente entree is gesitueerd in een torenachtige middenrisaliet, die versierd is met hardstenen rondboogvormige omlijstingen, hoeklisenen, pilasters, architraven, ovale oculusvensters en frontons, en die bekroond wordt door een hoog opgaand tentdak. Onder de gootlijst van de toren is een gepleisterd sierveld met daarop de tekst 'Villa Wyckerveld'. Links en rechts van de middenrisaliet bevinden zich geveldelen die minder uitbundig zijn gedecoreerd. De westgevel, aan de kant van de Meerssenerweg, heeft een vergelijkbare opbouw. Het torenachtige deel heeft hier een pendant in de vorm van een risaliet die op de begane grond een serreuitbouw heeft en op de eerste etage een balkon. De architectonische integriteit wordt bedorven door de moderne tweede etage die voorzien is van een gemetseld fronton. Aan de zuidzijde ligt een grote, eenlaagse serre met een balkon op het dak, dat is voorzien van een siersmeedijzeren hekwerk. Alle deuren, vensters en dakkapellen zijn vernieuwd bij de renovatie. Van het oorspronkelijke interieur is vrijwel niets meer over.
De villa lag oorspronkelijk in een riant park aangelegd in Engelse landschapsstijl, dat zich tussen de Meerssenerweg en de Professor Pieter Willemsstraat uitstrekte van de Scharnerweg tot aan het Thorbeckeplantsoen, en waarvan slechts een klein deel bewaard is gebleven. Op het schoolplein van het Sint-Maartenscollege en in de Professor Pieter Willemsstraat staan nog enkele oude bomen, die oorspronkelijk in het park stonden. Aan de zuidzijde van de villa ligt de inrit van een half verdiept aangelegde parkeergarage. Op het dak van de garage is aan de westzijde van de villa een groot terras aangelegd. Aan de Meerssenerweg bevindt zich een oorspronkelijke toegangspoort, bestaande uit twee lage, gebogen muurtjes tussen vier pijlers. Tussen de hogere hekpijlers is een dubbel smeedijzeren hekwerk geplaatst. De muurtjes zijn opgetrokken in rode baksteen, aan de onderkant bedekt met een cementlaag en afgedekt met een hardstenen lijst. De pijlers zijn eveneens van baksteen, met hardstenen horizontale banden, verticale neoclassicistische versieringen en een hardstenen afdekking. Aan de straatzijde van de hekpijlers zijn de namen 'Eugene Regout' en 'Wyckerveld' in reliëf aangebracht. In de voet van de linker pijler is een datum in december 1880 ingegraveerd (dag onleesbaar). Aan de tuinzijde is tweemaal de tekst 'Anno 1880' aangebracht. Aan het Thorbeckeplantsoen bevindt zich een mergelstenen muur met een lengte van circa 15 meter, die eveneens een restant is van de ommuring van de villatuin. De muur heeft vijf kolommen en daartussen terugliggende gevelvlakken, die aan de bovenzijde worden afgedekt met hardstenen platen. Plaatselijk is de muur met baksteen hersteld. De muur is, evenals de villa `elf, een gemeentelijk monument.
Aan de kant van de Meerssenerweg staat in het park een monument voor het Regiment Stoottroepen Prins Bernhard, dat hier zijn hoofdkwartier had. Het bronzen beeld op een hardstenen voetstuk stelt een hurkende man voor aan de voeten van een Stoottroeper, die met opgerichte arm het V-teken maakt. Het originele beeld van Charles Eyck uit 1949 verhuisde in 1979 naar Oorlogsmuseum Overloon. De replica is in 1994 bij de gerenoveerde villa geplaatst.

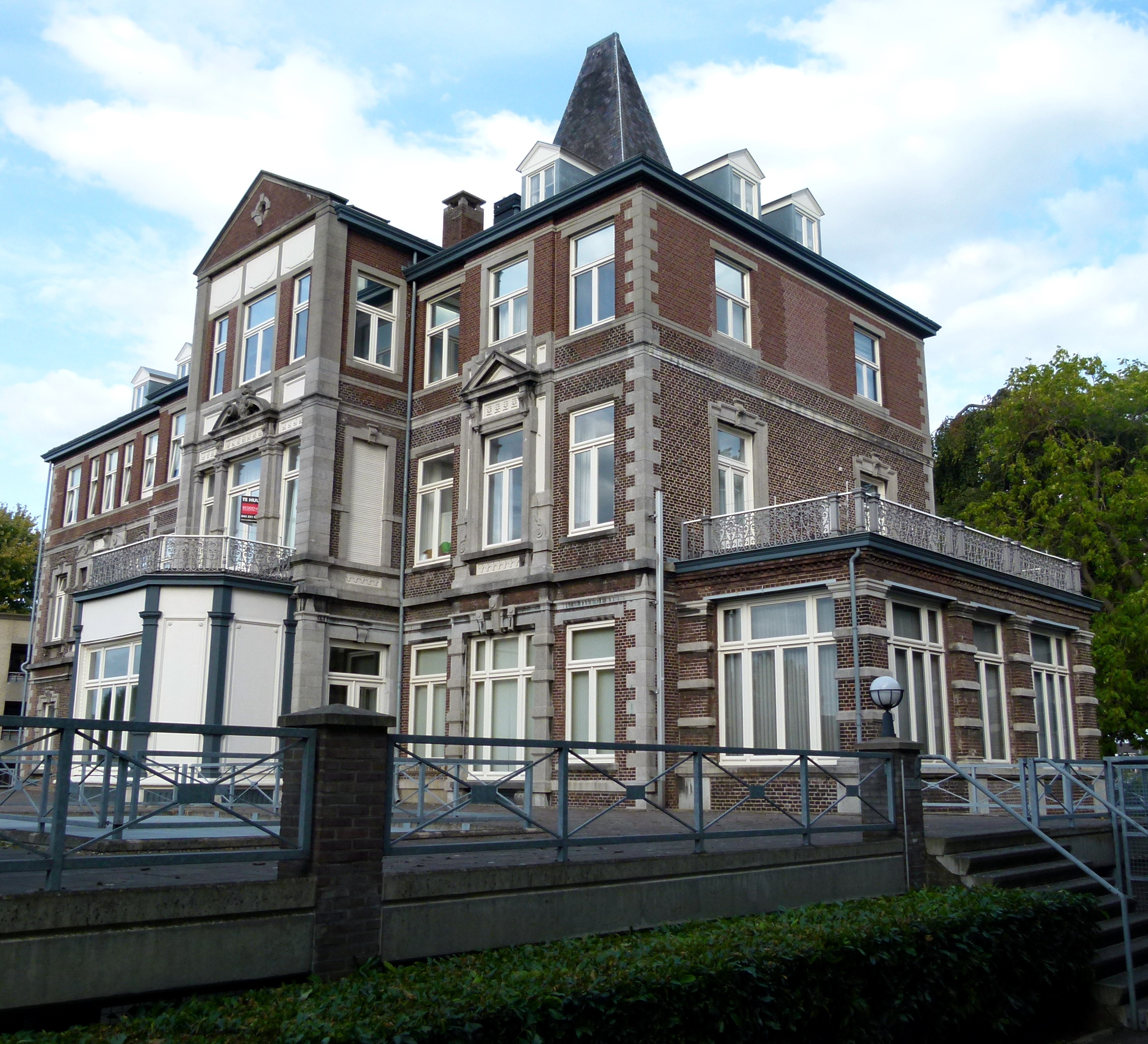
Zuidwestaanzicht
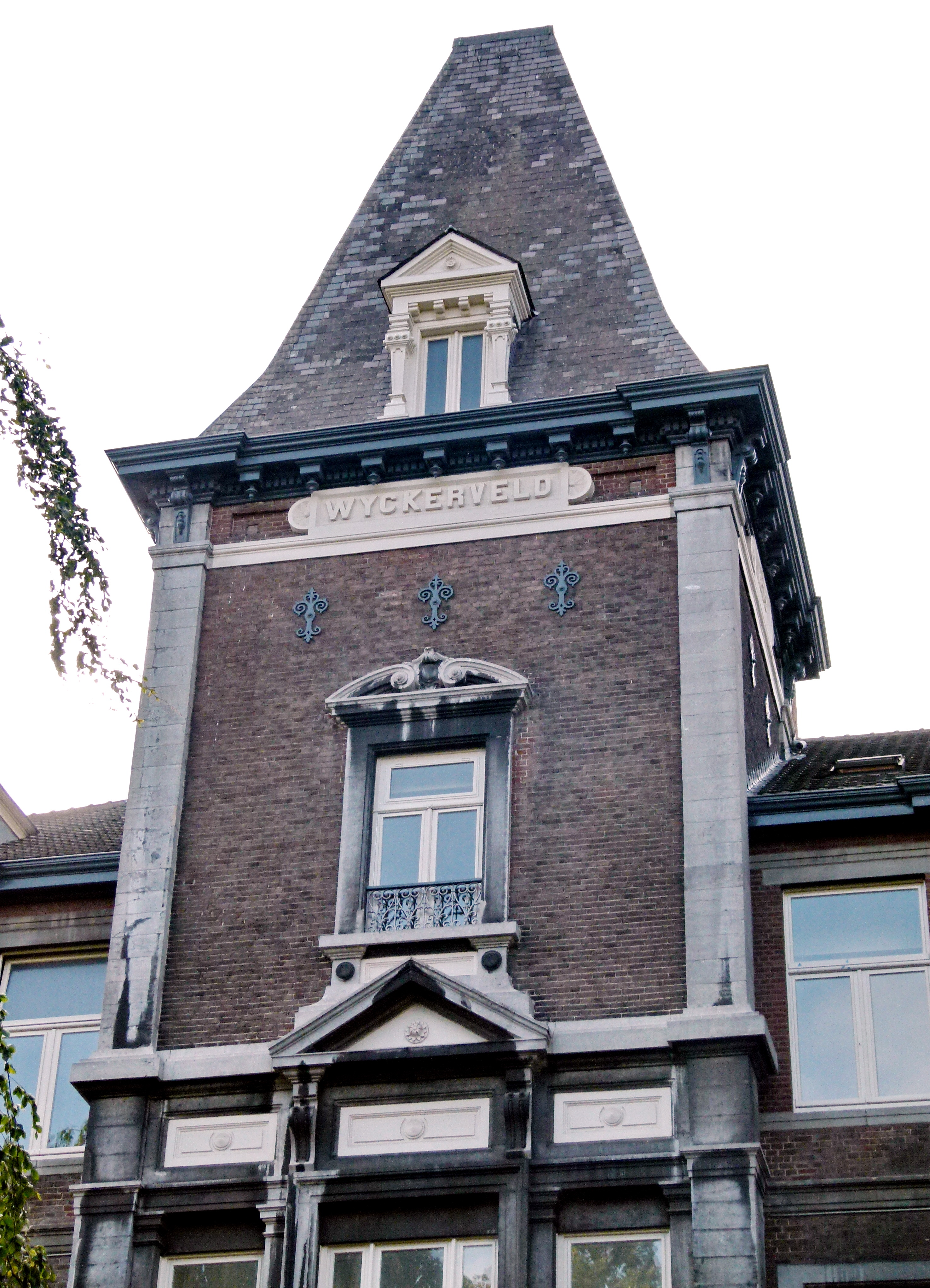
Detail toren oostzijde
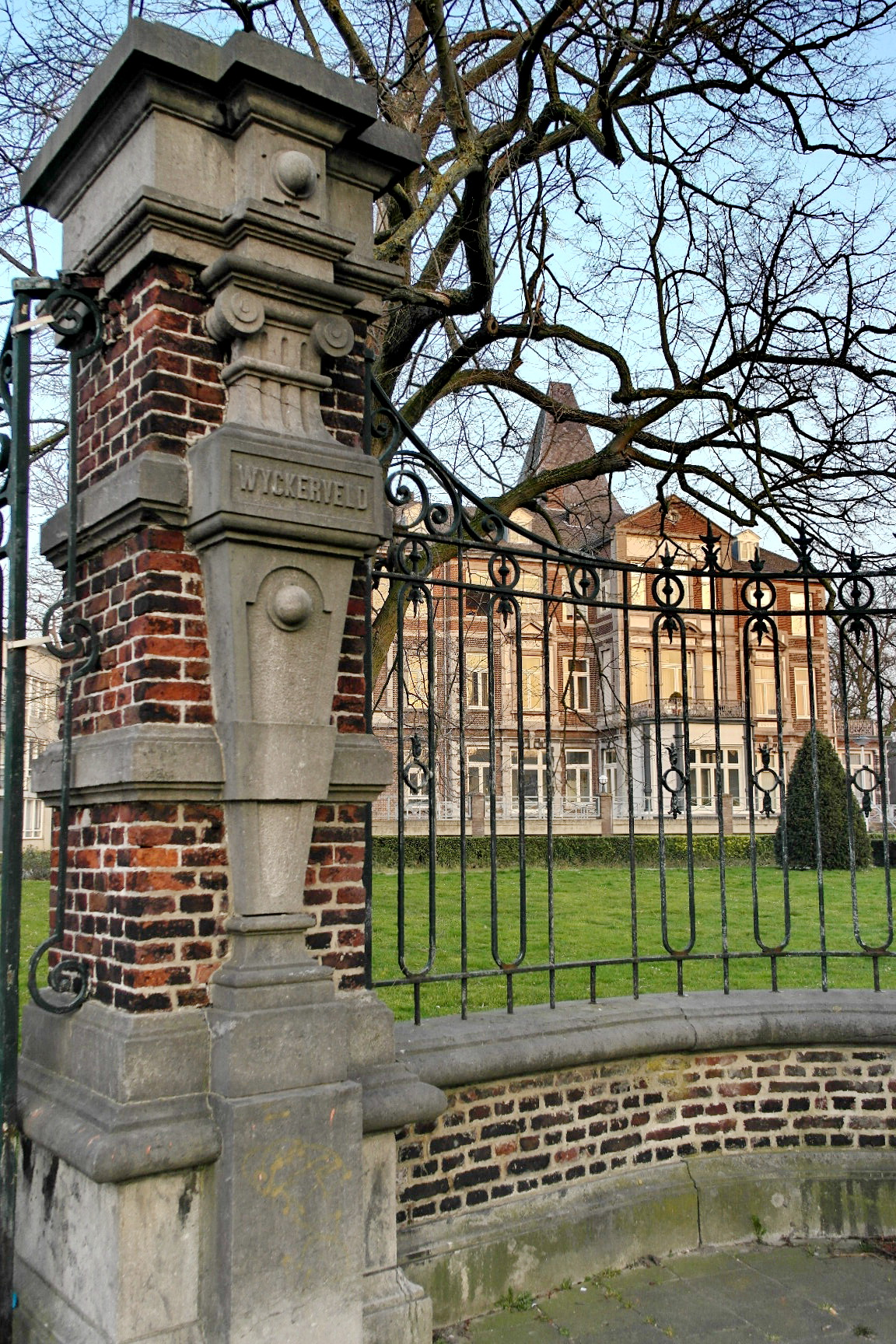
Detail hekpijler
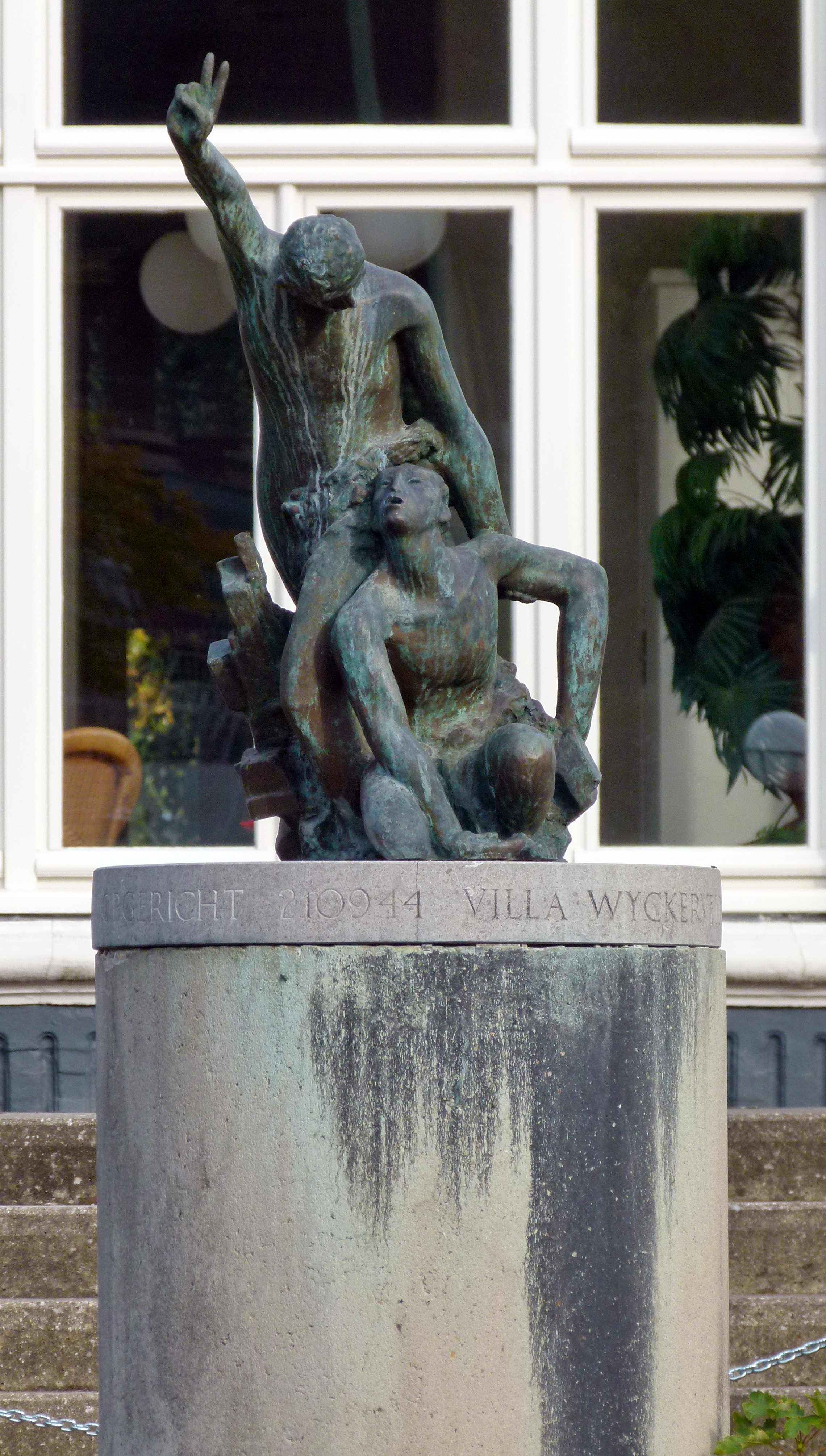
Monument Stoottroepen